# Ana Patricia Peralta de la Peña
Ana Patricia Peralta de la Peña (Ciudad de México, 24 de junio de 1990) es una licenciada y política mexicana, miembro del Movimiento Regeneración Nacional. Fue diputada federal plurinominal al Congreso de la Unión de 2018 a 2021. Desde el 26 de septiembre de 2022 es la presidenta municipal de Benito Juárez.

## Trayectoria académica
Ana Patricia Peralta es licenciada en Administración de Empresas por la Universidad de Miami; entre 2009 y 2012 ejerció su profesión como consultora de Marketing y Medios para diversas empresas hoteleras en Quintana Roo. 

## Trayectoria política
A partir de 2011 ocupó varios cargos en el interior del Partido Verde Ecologista de México, como consejera y delegada nacional y consejera estatal, de 2014 a 2017 fue secretaria de la Juventud y en 2017 secretaría de la Mujer del comité estatal del PVEM en Quintana Roo.
De 2013 a 2016 fue elegida para su primer cargo público, regidora del ayuntamiento del municipio de Benito Juárez y de 2016 a 2018 fue diputada a la XV Legislatura del Congreso de Quintana Roo por el distrito 5 con sede en Cancún

### Diputada federal plurinominal (2018-2021)
En 2018 fue elegida diputada federal por la vía de la representación proporcional a la LXIV Legislatura, en donde inicialmente formó parte del grupo parlamentario del PVEM, sin embargo, cinco días después de iniciada la legislatura, el 5 de septiembre, se incorporó al grupo parlamentario de Morena junto con otros antiguos miembros del Partido Verde.

### Alcaldesa de Benito Juárez (desde 2022)
La actual gobernadora del estado mexicano de Quintana Roo, Mara Lezama, anunció su reelección como presidente municipal de Benito Juárez por el Movimiento Regeneración Nacional en el año 2021, siendo acompañada en la fórmula como suplente, por Ana Patricia Peralta de la Peña, logrando ser reelecta para un segundo periodo. 
En 2022, Morena nominó a Mara Lezama como su candidata a la gubernatura del estado de Quintana Roo por la coalición "Juntos Hacemos Historia en Quintana Roo", por lo tanto Lezama renunció al cargo de alcaldesa y Peralta la sustituyó. 
En las elecciones del 2 de junio de 2024, Peralta se presentó como candidata a presidenta municipal de Cancún por el Movimiento Regeneración Nacional, elección que ganó con el 74.22% de la votación total, cincuenta y ocho puntos de diferencia sobre la candidatura de Jorge Rodríguez Méndez del Partido Revolucionario Institucional que obtuvo el 15.27% de los votos. 